# Gary Holt (musicien)
 (juin 2016).
Si vous disposez d'ouvrages ou d'articles de référence ou si vous connaissez des sites web de qualité traitant du thème abordé ici, merci de compléter l'article en donnant les références utiles à sa vérifiabilité et en les liant à la section « Notes et références ».
Pour l’article homonyme, voir Gary Holt.
Gary Wayne Holt, né le 4 mai 1964 à Richmond (Californie), est un musicien américain connu pour être le guitariste des groupes Exodus et Slayer.

## Biographie
C'est avec Kirk Hammett qu'il apprend la guitare dès le début de leur amitié. En 1981, il le rejoint dans son groupe Exodus après le départ de Tim Agnello, passant du rôle de technicien pour les guitares de Kirk Hammett à celui de guitariste du groupe.
À la suite du départ de Kirk pour Metallica, en 1983, il prend une place plus importante au sein d'Exodus. Il en est, depuis, le seul membre à avoir participé à tous les albums et le principal parolier du groupe. 
En dehors du groupe, il publie, en octobre 2008, un cours de guitare en vidéo, intitulée "A Lesson In Guitar Violence". Il a également produit le second et dernier album de Warbringer, Waking into Nightmares.
Le 12 février 2011, on annonce que Holt remplacerait temporairement Jeff Hanneman, gravement malade, dans le groupe Slayer. Holt joue donc avec Slayer lors du Big 4 Concert à Indio, Californie, le 23 avril 2011, de même que lors du Fun Fun Fun Fest à Austin, Texas le 6 novembre 2011. 
Régulièrement en tournée avec Slayer, c'est naturellement qu'il devient un membre définitif du groupe après le décès de Jeff Hanneman le 2 mai 2013. Ainsi, Il a participé à l'enregistrement du 11e album studio de Slayer, Repentless, même s'il n'a pas participé à l'écriture.
Le 19 mars, il explique souffrir et présenter tous les symptômes du Covid-19, son test effectué se révèle positif - en voie de rémission il déclare le 4 avril "J'ai surmonté les moments les plus difficiles" . 

## Matériel
Gary Holt joue principalement sur des guitares ESP depuis 2014, ainsi qu'avec une version signature du modèle Eclipse, conçue à la fin de sa collaboration avec Schecter Guitar Research, avec qui il a eu plusieurs versions signatures. Il a également joué sur Ibanez, Jackson et BC Rich.
Concernant l'amplification, il utilise avec Slayer un Marshall DSL100H et avec Exodus un ENGL Savage 120 ainsi qu'un Kemper Profiling amp. Par le passé, il a utilisé de nombreux amplis de différentes marques, un Marshall JCM800 modifié, un Marshall JVM, un Peavey Triple XXX, et un ENGL Savage 120. Avant d'utiliser le Marshall DSL100H et le Marshall JVM amps avec Slayer, il a joué sur le matériel de Jeff Hanneman.

## Influences
Ses influences sont Ritchie Blackmore, Michael Schenker, Angus Young, Tony Iommi, Uli Jon Roth, Matthias Jabs et Ted Nugent. Les groupes qu'il préfère sont  Venom, Motörhead, Black Sabbath, Iron Maiden et Judas Priest.

## Discographie
Gary Holt a participé aux albums suivants :
- 1982 : Exodus - 1982 Demo
- 1985 : Exodus - Bonded By Blood
- 1987 : Exodus - Pleasures of the Flesh
- 1989 : Exodus - Fabulous Disaster
- 1990 : Exodus - Impact Is Imminent
- 1991 : Exodus - Good Friendly Violent Fun
- 1992 : Exodus - Lessons in Violence
- 1992 : Exodus - Force of Habit
- 1997 : Exodus - Another Lesson in Violence
- 2004 : Exodus - Tempo of the Damned
- 2005 : Exodus - Shovel Headed Kill Machine
- 2007 : Exodus - The Atrocity Exhibition… Exhibit A
- 2008 : Exodus - Let There Be Blood
- 2009 : Warbringer - Waking into Nightmares (Producteur)
- 2010 : Exodus - Exhibit B: The Human Condition
- 2014 : Exodus - Blood in Blood Out
- 2015 : Slayer - Repentless
- 2021 : Exodus - Persona non grata